# Municipio de Salem (condado de Olmsted)
El municipio de Salem (en inglés: Salem Township) es un municipio ubicado en el condado de Olmsted en el estado estadounidense de Minnesota. En el año 2010 tenía una población de 1086 habitantes y una densidad poblacional de 11,72 personas por km².

## Geografía
El municipio de Salem se encuentra ubicado en las coordenadas 43°58′34″N 92°36′48″O / 43.97611, -92.61333. Según la Oficina del Censo de los Estados Unidos, el municipio tiene una superficie total de 92.65 km², de la cual 92,64 km² corresponden a tierra firme y (0,01 %) 0,01 km² es agua.

## Demografía
Según el censo de 2010, había 1086 personas residiendo en el municipio de Salem. La densidad de población era de 11,72 hab./km². De los 1086 habitantes, el municipio de Salem estaba compuesto por el 98,8 % blancos, el 0,28 % eran afroamericanos, el 0,09 % eran asiáticos, el 0,18 % eran de otras razas y el 0,64 % eran de una mezcla de razas. Del total de la población el 0,83 % eran hispanos o latinos de cualquier raza.